# 1880 en arts plastiques
| Années des arts plastiques : 1877 - 1878 - 1879 - 1880 - 1881 - 1882 - 1883    |
| Décennies des arts plastiques : 1850 - 1860 - 1870 - 1880 - 1890 - 1900 - 1910 |

Cette page concerne l'année 1880 en arts plastiques.

## Événements
Le 31 juillet 1880, Francis Seymour Haden, Heywood Hardy, Hubert von Herkomer, Alphonse Legros, Robert Walker Macbeth et James Tissot fondent à Londres la Royal Society of Painter-Etchers, protestant contre le fait qu'un graveur ne pouvait être admis à la Royal Academy.

## Œuvres

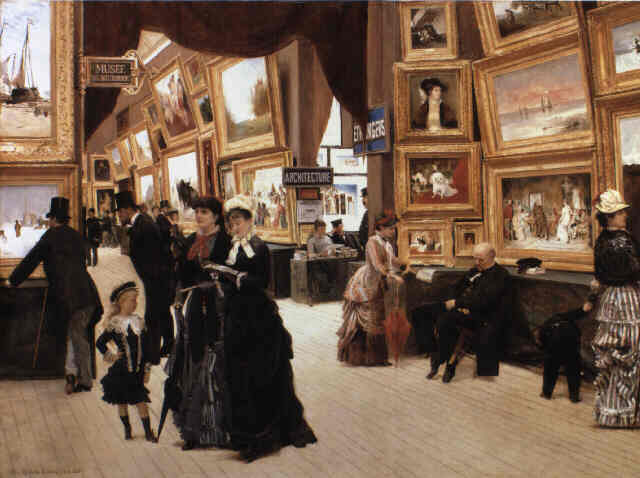
Un coin du Salon de 1880, Édouard Joseph Dantan

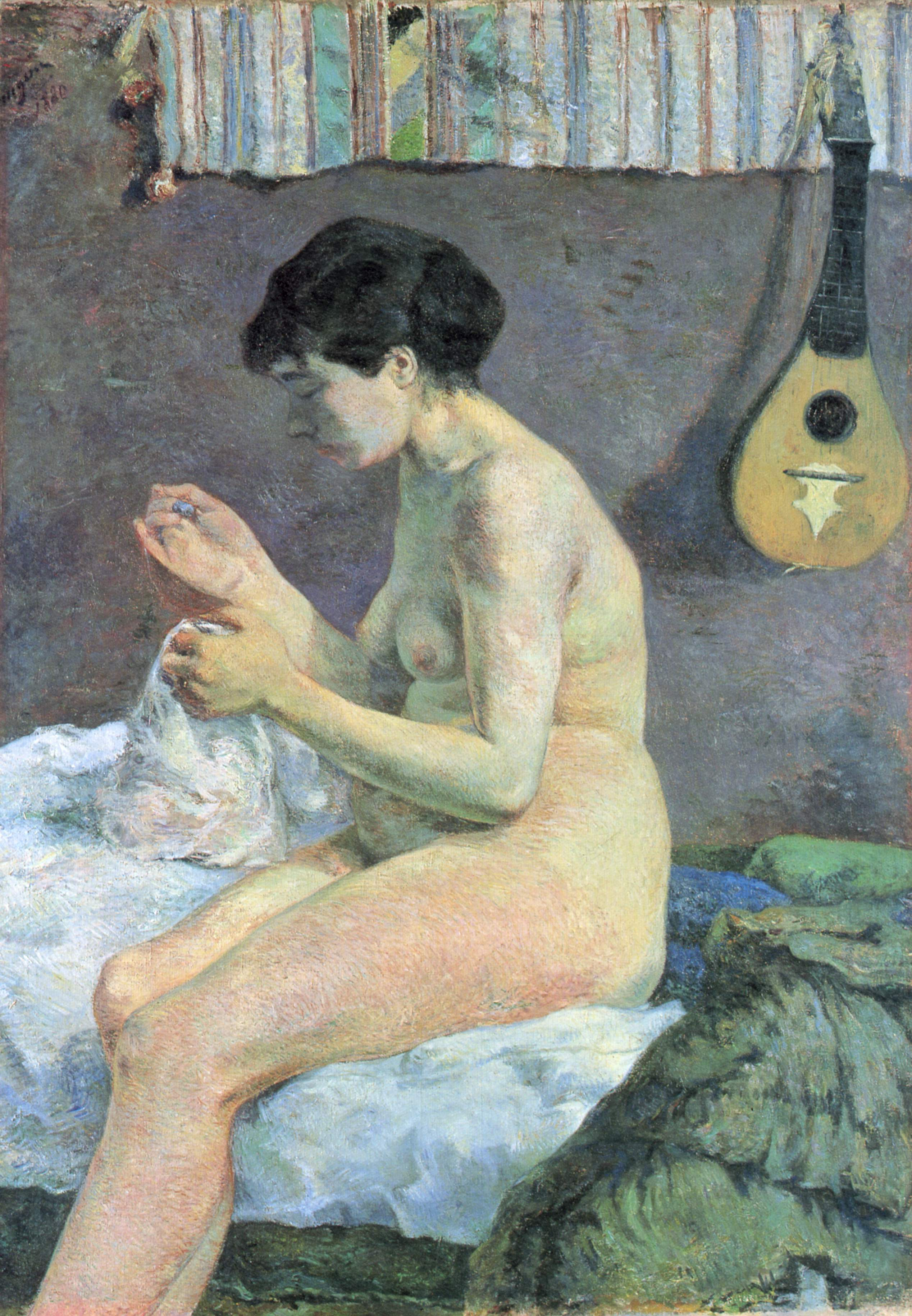
Étude de nu ou Suzanne cousant, de Paul Gauguin

- Portrait de Henry Davison, de Louise Catherine Breslau.

## Naissances
- 8 janvier : Jean Roque, peintre français († 6 décembre 1925),
- 10 janvier : François-Charles Baude, peintre français († 26 novembre 1953),
- 19 janvier : Maurice Ruffin, peintre et graveur français († 4 septembre 1966),
- 23 janvier : Jean-Georges Cornélius, peintre français († 3 juin 1963),
- 28 janvier : Camil Ressu, peintre roumain († 1er avril 1963),
- 8 février : Franz Marc, peintre allemand († 4 mars 1916),
- 9 février : Alfred Marzin, peintre français († 1er octobre 1943),
- 11 février : Auguste Silice, peintre et décorateur français († 17 décembre 1951),
- 13 février : Jacques Bille, peintre français († 1942),
- 26 février : Apcar Baltazar, peintre roumain d'origine arménienne († 26 septembre 1909),
- 2 mars : Tora Vega Holmström, peintre suédoise († 28 janvier 1967),
- 8 mars : Tibor Boromisza, peintre hongrois († 8 janvier 1960),
- 9 mars : Jacques Patissou, peintre français († 25 février 1925),
- 13 mars : Marius de Zayas, peintre, artiste graphique, caricaturiste, écrivain et galeriste mexicain († 10 janvier 1961),
- 18 mars : Carel de Nerée tot Babberich, dessinateur, peintre et écrivain néerlandais († 19 octobre 1909),
- 21 mars : Hans Hofmann, peintre allemand († 17 février 1966),
- 26 mars : Oleksandr Bohomazov, peintre russe puis soviétique († 3 juin 1930),
- 1er avril : Adolphe Cossard, peintre français († 13 avril 1952),
- 2 avril : Nathan Grunsweigh, peintre polonais et français († 8 janvier 1956),
- 3 avril : Jean-Charles Duval, peintre, dessinateur et décorateur français († 11 décembre 1963),
- 4 avril : William Russell Flint, peintre et graveur britannique († 30 décembre 1969),
- 6 avril : Aleksandrs Apsītis, peintre, graphiste et illustrateur letton († 9 septembre 1943),
- 8 avril : Lucien Jonas, peintre français († 20 septembre 1947),
- 9 avril : Edmée Delebecque, poétesse, peintre et graveuse française († 31 mars 1951),
- 10 avril : Konstanty Brandel, peintre et graveur polonais († 7 décembre 1970),
- 14 avril : Pablo Tillac, peintre, graveur, sculpteur et illustrateur français († 15 octobre 1969),
- 14 avril ou  15 avril : Augustin Ferrando, peintre orientaliste français († 7 avril 1957 ou 8 avril 1957),
- 17 avril : Jacques Suzanne, peintre, artiste, pianiste, acteur et explorateur français († 1er août 1967),
- 18 avril : Cesare Ferro Milone, peintre italien († 1934),
- 21 avril : André Nivard, peintre français († 29 mai 1969),
- 30 avril : Hugo Boettinger, peintre austro-hongrois puis tchécoslovaque († 9 décembre 1934),
- 4 mai : André Engel, peintre français († 2 mai 1942),
- 5 mai : Sándor Ziffer, peintre roumain († 8 septembre 1962),
- 6 mai : Ernst Kirchner, peintre allemand († 15 juin 1938),
- 9 mai : André Léveillé, peintre français († 24 décembre 1963),
- 12 mai : Blanche Monod, peintre suisse († 14 avril 1956),
- 14 mai : Édouard Fraisse, peintre, sculpteur et médailleur français († 13 septembre 1945),
- 17 mai : Camille Carlier, peintre française († 23 mai 1960),
- 18 mai :
  - Pierre Gourdault, peintre français († 5 janvier 1915),
  - Mario Pérouse, peintre français  († 26 juin 1958),
- 22 mai : Achille Capliez, peintre français († 30 janvier 1969),
- 25 mai :
  - Charlotte Berend-Corinth, peintre allemande († 10 janvier 1967),
  - Leonid Ovsiannikov, peintre et pédagogue russe puis soviétique († 30 mars 1970),
- 28 mai : Luigi Mantovani, peintre italien († 25 septembre 1957),
- 31 mai :
  - Gaston Balande, peintre et dessinateur français († 8 avril 1971),
  - André Jacques, peintre et graveur français († 1er septembre 1960),
- 3 juin : Georges Cyr, peintre libanais d'origine française († 4 juillet 1964),
- 8 juin : Eugenio Bonivento, peintre italien († 12 novembre 1956),
- 10 juin : André Derain, peintre français († 8 septembre 1954),
- 11 juin : Louis Audibert, peintre français († 20 mars 1983),
- 27 juin : Henri Montassier, peintre, caricaturiste et illustrateur français († 7 juin 1946),
- 2 juillet :
  - Édouard Elzingre, peintre, affichiste et illustrateur suisse († 4 juillet 1966),
  - Jānis Roberts Tillbergs, peintre letton († 7 novembre 1972),
- 9 juillet : Manshū Kawamura (ja), peintre japonais.
- 10 juillet : Gaspard Maillol, peintre, graveur sur bois, aquarelliste, éditeur et papetier français († 6 janvier 1946),
- 15 juillet : Henri Vergé-Sarrat, peintre belge († 13 octobre 1966),
- 20 juillet : Tobeen, de son vrai nom Félix Bonnet, peintre français († 14 mars 1938),
- 22 juillet : André Pécoud, peintre, illustrateur et affichiste français († 28 janvier 1951),
- 25 juillet : Anatole Devarenne,  peintre et écrivain français († 25 mai 1954),
- 26 juillet : Marcel Noblot, peintre, dessinateur et caricaturiste français († 10 août 1935),
- 5 août : Henri Lucien Joseph Buron, peintre et illustrateur français († 12 décembre 1969),
- 25 août : Joseph-Émile Bégule, peintre et peintre-verrier français († 18 novembre 1972),
- 26 août : Arthur Mayger Hind, historien de l'art britannique († 22 mai 1957),
- 30 août : Nikolaï Astrup, peintre norvégien († 20 janvier 1928),
- 12 septembre : Kathleen Fox, peintre, émailleuse et vitrailliste irlandaise († 17 août 1963),
- 17 septembre : Ferdinand Fargeot, peintre, affichiste, illustrateur et caricaturiste français († 15 novembre 1957),
- 21 septembre :
  - Carl Felber, peintre helvético-allemand († 14 juillet 1932),
  - Gervèse, officier de marine, peintre et illustrateur français († 24 mai 1959),
- 28 septembre : Harriet Kirkwood, peintre irlandaise († 20 juin 1953),
- 6 octobre : Louis Moilliet, peintre et concepteur de vitrail suisse († 24 août 1962),
- 21 octobre : Viking Eggeling, peintre et cinéaste suédois († 19 mai 1925),
- 23 octobre : Li Shutong, maître chinois du bouddhisme de l'école dite lüzong, également peintre et poète († 13 octobre 1942),
- 1er novembre : Louis Valdo-Barbey, dessinateur, peintre et décorateur français d'origine suisse († 5 décembre 1964),
- 4 novembre : Bertalan Pór, peintre hongrois († 29 août 1964),
- 10 novembre : Pierre Almes, peintre, aquarelliste et céramiste français († ?),
- 17 novembre :
  - Arduino Colato, peintre et dessinateur italien († 1er février 1954),
  - Edmond-Édouard Lapeyre, peintre, illustrateur et affichiste français († 4 février 1960),
- 18 novembre : Ludvík Strimpl, peintre, graphiste et diplomate austro-hongrois puis tchécoslovaque († 20 décembre 1937),
- 25 novembre : Henri Sauvard, peintre français († 23 mars 1973),
- 26 novembre : Édouard Chimot, peintre, illustrateur, graveur et directeur artistique français († 7 juin 1959),
- 27 novembre : Jean Baltus, peintre français († 16 décembre 1946),
- 5 décembre : Olga Meerson, peintre russe puis soviétique († 1er juillet 1930),
- 8 décembre : Eugène Prévost-Messemin, décorateur de théâtre, peintre et illustrateur français († 23 décembre 1944),
- 16 décembre : Shikō Imamura, peintre japonais († 28 février 1916),
- 17 décembre :
  - Mario Biazzi, peintre italien († 11 février 1965),
  - Nikolaï Sapounov, peintre russe († 14 juin 1912),
- 18 décembre : Maurice Busset, xylographe français († 30 avril 1936),
- 21 décembre : Hashiguchi Goyō, peintre et graveur japonais († 24 février 1921),
- 25 décembre : Prosper de Troyer, peintre belge († 1er juin 1961),
- 28 décembre :
  - Walter Bondy, dessinateur, photographe et collectionneur d'art autrichien († 17 septembre 1940),
  - Tytus Czyżewski, peintre, poète et critique d'art polonais († 5 mai 1945),
- 30 décembre : Henry Cheffer, peintre et graveur français († 3 mai 1957),
- ? :
  - Mario Bettinelli, peintre italien († 1953),
  - Lucienne Bisson, peintre française († après 1942),
  - Jacques Brissaud, peintre, sculpteur et lithographe français († 1960),
  - Vladimir Polunin, peintre russe puis soviétique († 11 mars 1957),
  - André Sivade, peintre postimpressionniste français († 1950).

## Décès
- 4 janvier : Anselm Feuerbach, peintre allemand  (° 12 janvier 1829),
- 16 janvier :
  - Auguste Galimard, peintre, lithographe, créateur de vitraux et critique d'art français (° 25 mars 1813),
  - Charles Nègre, peintre et photographe français (° 9 mai 1820),
- 30 janvier : Gaspare Sensi, peintre et lithographe italien (° 1794),
- 15 février : Jan Weissenbruch, peintre néerlandais (° 18 mars 1822),
- 19 février : Constantino Brumidi, peintre italien (° 25 juillet 1805),
- 22 février : Adolphe Roger, peintre français (° 15 mars 1800),
- 8 mars : Alfred Richard, peintre mauricien (° 7 août 1824),
- 11 avril :
  - Jean Baptiste Marie Fouque,  peintre français (° 2 juillet 1819),
  - Théodore Gudin, peintre de marine français (° 15 août 1802),
- 13 avril : Alexandre Stanislas Giffard, peintre paysagiste et portraitiste canadien († 24 octobre 1841),
- 28 avril : Louis Dubois, peintre paysagiste belge (° 13 décembre 1830),
- 13 mai : Lievin De Winne, peintre belge (° 24 janvier 1821),
- 16 mai : Clément-Auguste Andrieux, peintre et lithographe français (° 7 décembre 1829),
- 30 mai : Ferdinand-Léon Ménétrier, peintre français (° 4 janvier 1859),
- 31 mai : Joseph Guichard, peintre français (° 14 novembre 1806),
- 5 juin : Carl Friedrich Lessing, peintre allemand (° 15 février 1808),
- 6 juin : Eugen Adam, peintre allemand (° 22 janvier 1817),
- 12 juin : Édouard Huberti, peintre belge (° 6 janvier 1818),
- 18 juillet : Jean-François-Martial Dergny, prêtre et peintre français (° 11 avril 1809),
- 23 juillet : Carl Frederik Holbech, sculpteur danois, actif à Rome (° 27 février 1811),
- 29 août : Sanford Robinson Gifford, peintre paysagiste américain (° 10 juillet 1823),
- 9 septembre : Henri Place, peintre de paysage français (° 5 avril 1812),
- 14 septembre : Étienne Raffort, peintre français (° 11 mai 1802),
- 21 octobre :  Henri Frédéric Schopin, peintre français d'origine allemande (° 12 juin 1804),
- 22 octobre : Ferdinand Chotomski, poète, traducteur, journaliste, médecin, peintre et humoriste polonais  (° 20 janvier 1797),
- 27 octobre : Léon Herpin, peintre paysagiste et sur porcelaine français (° 12 octobre 1841),
- 20 novembre :
  - Léon Cogniet, peintre français (° 29 août 1794),
  - Louis Coignard, peintre français (° 4 septembre 1812),
  - Louis Charles Timbal, peintre français (° 26 février 1821),
- 2 décembre : Angelo Inganni, peintre italien (° 24 novembre 1807).
- 26 décembre : John Cousen, graveur britannique (° 19 février 1804),
- Date précise inconnue ou non renseignée :
  - Achille Carillo, peintre italien (° 1818).